# Caracciolo Szent Ferenc
Caracciolo Szent Ferenc (születési nevén: Ascanio Pisquizio) (Villa Santa Maria, Chieti mellett, 1563. október 13. – Agnone, 1608. június 4.) szentté avatott római katolikus pap, a caracciolóiak rendjének alapítója.

## Élete

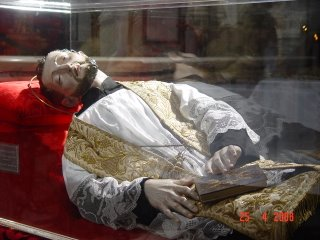
Caracciolo Szent Ferenc sírja, Nápolyban

Ascanio Pisquizio gazdag családban született, a Chieti mellett mint a Caracciolo család Pisquizio ágának tagja. Kora fiatalon súlyos betegség támadta meg, vagy elefántkórban, vagy pedig leprában szenvedett, melyből 1585-ben csodálatos módon meggyógyult. Ekkor fogadalmat tett, hogy pap lesz. Teológiai tanulmányait Nápolyban végezte el, 1587-ben szentelték pappá.
Ezután csatlakozott a Bianchi della Giustizia nevű papi közösséghez, amelynek fő célja a halálraítéltek lelki támogatása volt.
Pár évvel később három társával megalapította a caracciolinók rendjét, majd 1589-ben Spanyolországba utazott, hogy ott is elterjessze a közösséget. 1590-ben tért vissza Nápolyba, ahol 1592-ben rendfőnökké választották, amely szolgálatot 1607-ig látta el.
Le sette stazioni sopra la Passione di N.S. Gesù Christo címet viselő fő irodalmi műve halála után, Rómában jelent meg 1610-ben.
1608. június 4-én halt meg Úrnapja előestéjén Agnone községben, a Nápolyi Királyság területén. XIV. Kelemen pápa 1769-ben boldoggá, VII. Piusz pápa 1807-ben szentté avatta.
Az olasz szakácsok őt tartják védőszentjüknek.

## Források

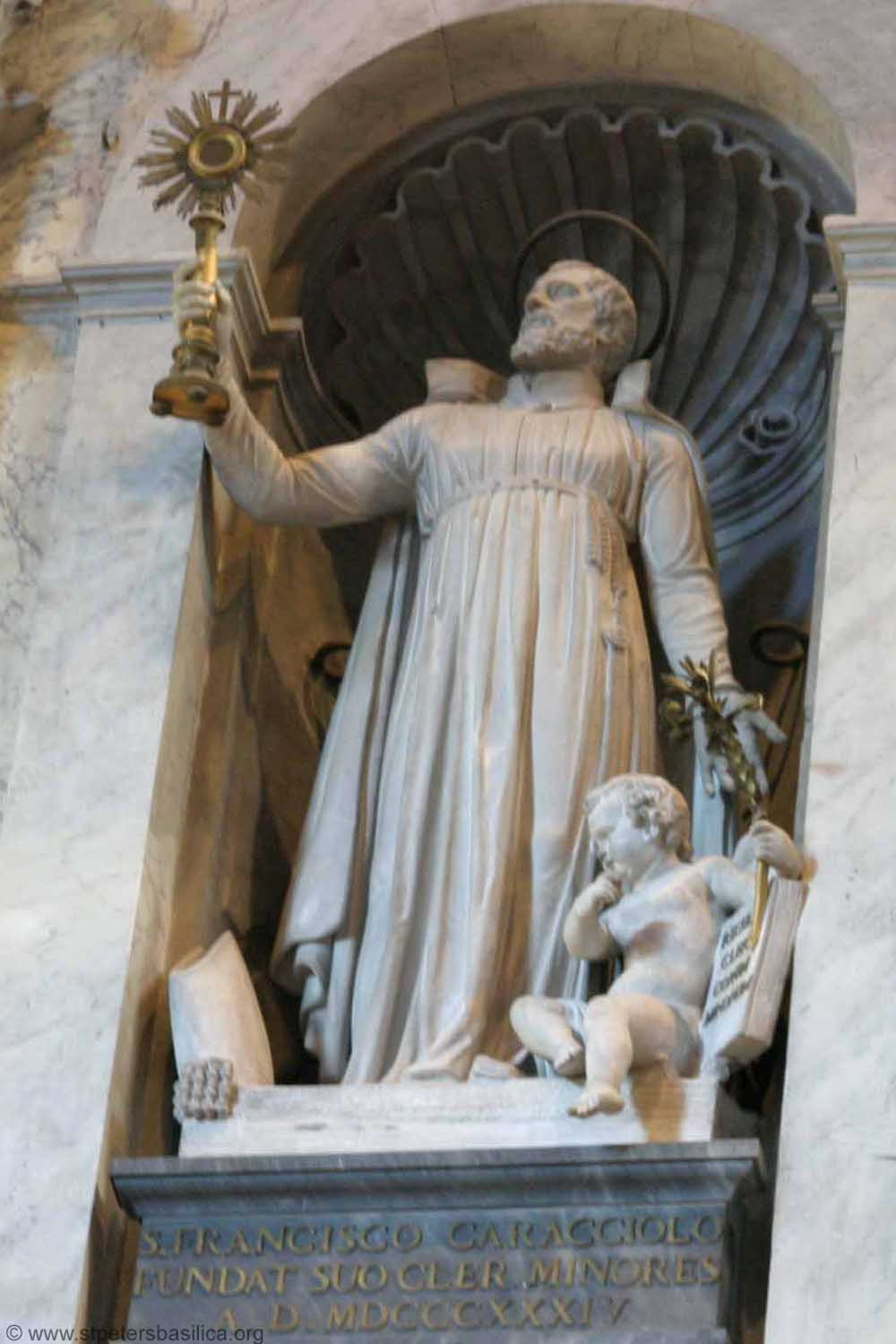
Szobra a római Szent Péter-bazilikánál

## Fordítás
- Ez a szócikk részben vagy egészben  a   Francis Caracciolo című angol Wikipédia-szócikk fordításán alapul.  Az eredeti cikk szerkesztőit annak laptörténete sorolja fel. Ez a jelzés csupán a megfogalmazás eredetét és a szerzői jogokat jelzi, nem szolgál a cikkben szereplő információk forrásmegjelöléseként.